# 岡本公三
岡本 公三（おかもと こうぞう、1947年12月7日 - ）は、日本の新左翼党派・共産主義者同盟赤軍派のテロリスト。テルアビブ空港乱射事件の実行犯の一人。
一般には日本赤軍メンバーとされるが、正確には日本赤軍成立前のメンバーで、イスラエルからの釈放後にレバノンに亡命し、日本警察からは国際手配中。なおよど号グループの岡本武は実兄。

## 経歴

### 生い立ち
熊本県葦北郡芦北町で、小学校校長の子として生まれる。熊本マリスト学園高等学校卒業。
長兄と次兄の岡本武と同じ進学先である京都大学を二度受験したが失敗し、1968年、鹿児島大学農学部に入学。1971年、鹿児島大学にやってきた若松孝二・足立正生監督の映画『赤軍－PFLP・世界戦争宣言』に共鳴し、上映運動を展開する「赤バス隊」に参加。1972年3月、共産主義者同盟赤軍派に加わった。

### テルアビブ空港乱射事件
1972年2月29日、日本を出国。ベイルートに渡り3週間、PFLPの施設で自動小銃の射撃訓練を受けた。その後、ドイツのフランクフルトなど欧州に潜伏した後、ローマからフランス航空機でテルアビブ空港へ移動した。この時点でもPFLPの指導者の名も所在地も知らない、イスラエルのことも詳しく知らない、ただ、世界革命にお前が必要だという指示に従って行動していただけであった。
1972年5月30日に奥平剛士・安田安之と共にテルアビブ空港乱射事件を実行し26人を殺害、ただ一人逮捕された（奥平、安田は死亡）。このとき、鹿児島大学から放学の懲戒処分を受ける。同年7月13日に岡本はイスラエルで裁判にかけられ、職業として「赤軍兵士」を自称した。陳述のなかでは民間人を殺害したことについて謝罪せず、また「事件は当初は3人ではなく丸岡修を含めた4人で行う予定であったが、丸岡は途中から別行動を取ったために3人で襲撃を行った」と供述した。

### 終身刑と釈放
イスラエル政府は当初は死刑求刑を検討していたが、最終的に終身刑が求刑され、終身刑が判決として確定した後に服役。1985年5月にイスラエルとPFLP-GCとの捕虜交換により釈放。リビア・シリアを経由して、日本赤軍が本拠地としていたレバノンに戻り合流した。
日本警察は釈放直後の5月21日から岡本の逮捕状を取り、5月23日に国際刑事警察機構で国際手配中とした。日本の刑法第5条では外国で服役などの処分を既に受けている場合でも日本でさらに処罰することを認めているが、外国で服役等の処罰を既に受けている場合、日本での刑の執行を軽減したり免除したりすることとなっており、13年間服役している岡本が日本で処罰される場合はこれをどう見るかが焦点となる。
その後、1997年にレバノンに潜伏していた岡本を含む日本赤軍メンバー5人が検挙され、禁固3年の判決が確定し、2000年3月出所。岡本以外の4人は禁固刑の執行後、日本に送還された。しかし、岡本についてはイスラエルと対立するレバノン政府は岡本の政治亡命を認めた。

### 亡命後
2000年3月2日に報道陣の前でイスラム教に改宗する。2002年に、テレビ朝日の報道番組「ザ・スクープ」が、レバノンに潜伏中であった岡本の独占取材を実施、潜伏先住居内でインタビューを行っている。その中で、被害者への謝罪らしき言葉を述べているが、2001年に壊滅した日本赤軍がまだ存在しているか否かについては、把握できていない様子だった。その一方で、「まだ事件当時の24歳のままの気持ちである」とも語っている。
2003年、岡本は共同通信のインタビューに応じ、「日本に帰って昔の友人たちに会いたい」と望郷の念を語っている。その際の岡本は動作が緩慢で健康に問題がある様子であった。これについてレバノン政府は「イスラエルの獄中で治安機関から拷問を受けた後遺症による精神疾患で、発語などに障害を負った」としている。

### 現在
現時点で、PFLP、ヒズボラなどイスラエルと敵対する勢力の庇護を受けてレバノンのベイルート郊外のアパートに在住している。2010年4月28日に、ベイルートの奥平剛士の墓前で行われた日本のロックバンド、頭脳警察のメンバーPANTAによる追悼ライブに姿を見せた。2011年には、日本の支持者とSkypeで定期的に連絡を取っており、健在であることが伝えられた。なおレバノン政府からは政治運動などを制限されており、公の場に姿を見せることは滅多にない。
一時期糖尿病を患ったが、現在は健康を維持している。一方、イスラエルでの拷問を原因とする統合失調症については、現地の専門医から「病状の悪化を防ぐことはできても、完全に治ることはない」と釘を刺されているという。
2016年5月14日、滞在先のベイルートで共同通信の取材に応じ、パレスチナに骨をうずめたいと語り、死者の多くがプエルトリコ人だったことに「犠牲者には哀悼の意を表したい」と謝罪の言葉を口にした。
2017年4月下旬、ベイルートで毎日新聞の取材に応じ、「一度は（日本に）帰りたいが、普通には暮らせないだろうから帰国にこだわりはない」と語った。また「事件はテロではなく、PFLPと共同で起こした武装闘争だった。武装闘争は今も昔も最高のプロパガンダになる。」と語り、自らのテロ行為への反省と謝罪についてや世界同時革命が起きていない現状について尋ねる記者の質問には答えなかった。岡本を保護しているPFLPは「日本のメディアの本格的な取材に応じるのはおそらくこれが最後」としている。パレスチナ側の支援組織が「岡本が死ぬまで面倒を見る」という姿勢を堅持している。
2017年11月21日、岡本に使用させる目的でキャッシュカードを銀行からだまし取ったとして、詐欺容疑で左翼系新聞を発行する人民新聞の社長が逮捕され、その後懲役1年、執行猶予3年の有罪判決を受けた（2021年7月執行猶予満了）。
2022年5月30日、レバノンの首都ベイルートにて開催されたテルアビブ空港乱射事件から50周年を記念する集会に支援者に付き添われ参加した。また、東京都内でも岡本公三の支援団体による集会が開催され、約100人が参加した。
2022年5月31日在日イスラエル大使は、以下の内容をTwitter上に投稿した。「1/ 1972年にロッド空港で発生した乱射事件から50年を記念する集会に参加した岡本公三容疑者、および先週末出所した重信房子元最高幹部が温かく迎えられる姿を見て愕然としました。>>>」

## 余談
- 兄の岡本武のことを非常に尊敬していたという。
- 岡本の渡航費用等30万円を支援したのは若松孝二だった[25]。若松プロダクションには岡本が書いた「借用書」が飾られている[26]。
- テルアビブ事件の際に岡本が用いた偽造旅券は写真製版で精巧に偽造されたもので[27]、「ナンバ ダイスケ」という名義であった。これは虎ノ門事件の犯人難波大助から取られている。
- 事件後、岡本の父は駐日イスラエル大使に対し「極刑に処してほしい」との詫び状を書いている[28]。また、イスラエルのゴルダ・メイア首相にも謝罪の手紙を送った[29]。
- 1975年、岡本は事件に至るまでの経緯などをまとめた獄中手記を『週刊新潮』に寄稿。手記は1975年8月28日号に特別記事「テルアビブまでの旅」として掲載された[30]。
- 2007年に岡本をモデルとした映画『幽閉者 テロリスト』が製作された。自らもパレスチナに渡り日本赤軍に参加し、2000年に強制送還された映画監督足立正生の35年ぶりの監督作。主演は田口トモロヲ。